# Bandana Nepal
Bandana Nepal (nacida en 2001) es una bailarina nepalí. A fecha de junio de 2020  tiene el record Guinness de "maratón individual de baile más largo", para lo cual bailó continuamente durante 124 horas. Además de bailar, ha aparecido en el vídeo musical nepalí "Chautari". Nepal empezó para bailar a la edad de 5 años con su hermano y estuvo entrenado en Nepal e India. Es la fundadora de la Bandana Nepal Foundation.

## Carrera
En 2018, Nepal bailó durante 126 horas (5.25 días) sin parar desde el viernes 23 noviembre hasta el miércoles 28 noviembre. Bailó en el restaurante Big Foodland con música nepalí de fondo y con "sus familiares, medios de comunicación y el público mirando". El récord anterior lo había conseguido la india Kalamandalam Hemalatha la cual bailó durante 123 horas y 15 minutos. Nepal dijo Hemalatha la había inspirado.
En mayo de 2019, Nepal fue honrada por el Nepalí primer ministro KP Sharma Oli y recibió el certificado oficial del récord Guinness del "maratón individual de baile más largo". Nepal dijo que  aceptó el reto para promover la cultura de Nepal. Como preparación,  bailó durante aproximadamente 100 horas. La agencia de noticias Xinhua  informó que "A pesar de estar continuamente sacudiendo sus caderas y meneando su cuello durante 6 días sin dormir, descansar  o comer apropiadamente, la joven consiguió bailar hasta la hora apuntada manteniendo una sonrisa en su cara".
Nepal estableció la Fundación Bandana Nepal, una organización "respalda a las mujeres pobres del Nepal". También ha actuado en Bangalore, India. En 2020,  apareció en el vídeo musical de Shirish Devkota para la canción "Chautari".

## Vida personal
Nepal nació en 2001 y reside en el  Distrito Dhankuta, Nepal. Está estudiando Administración Empresarial. 